# 12-es számú Országos Kéktúra szakasz

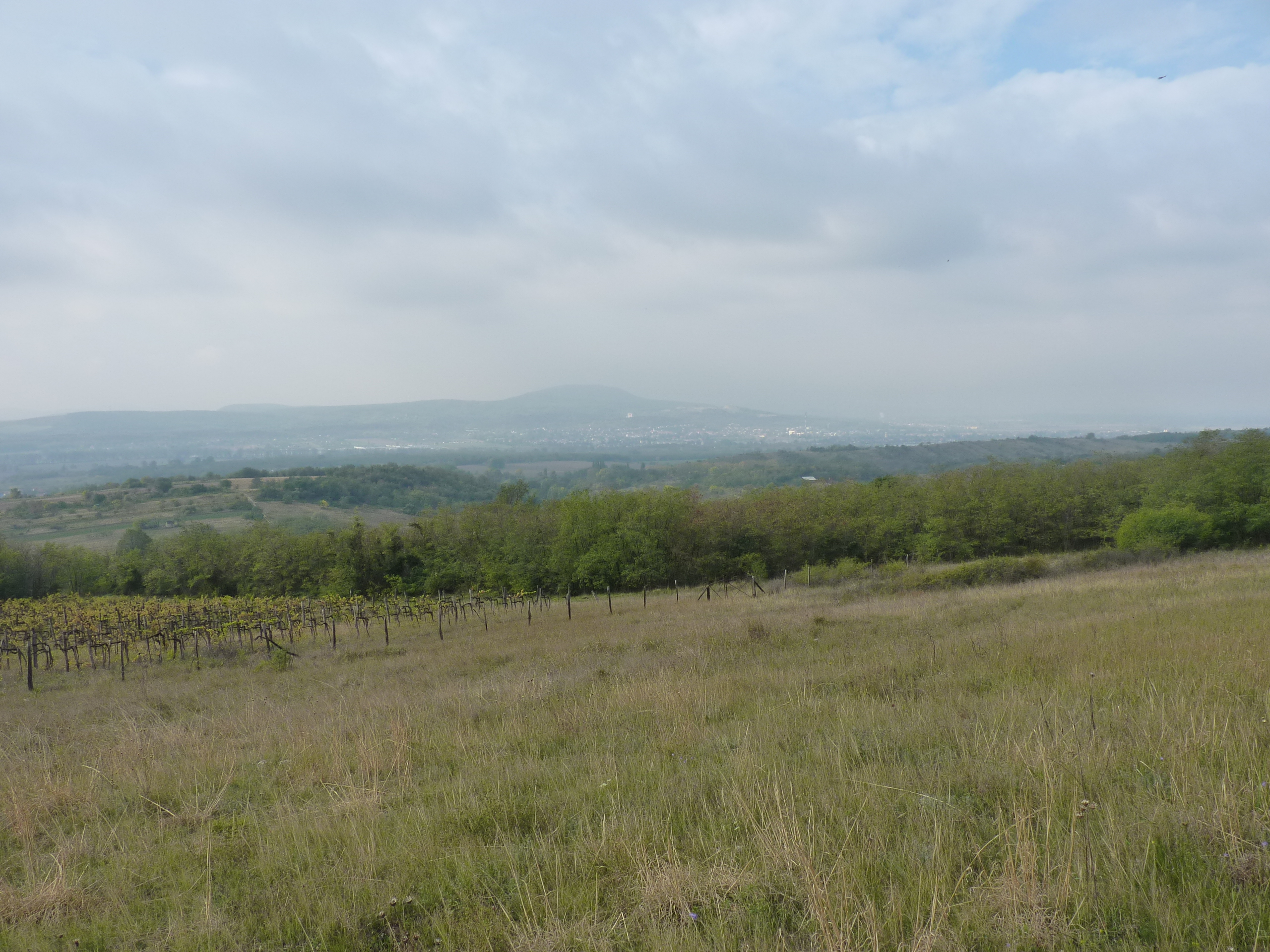
A kesztölci szőlők, Dorog és a Nagy-Gete látképe az OKT útvonalról

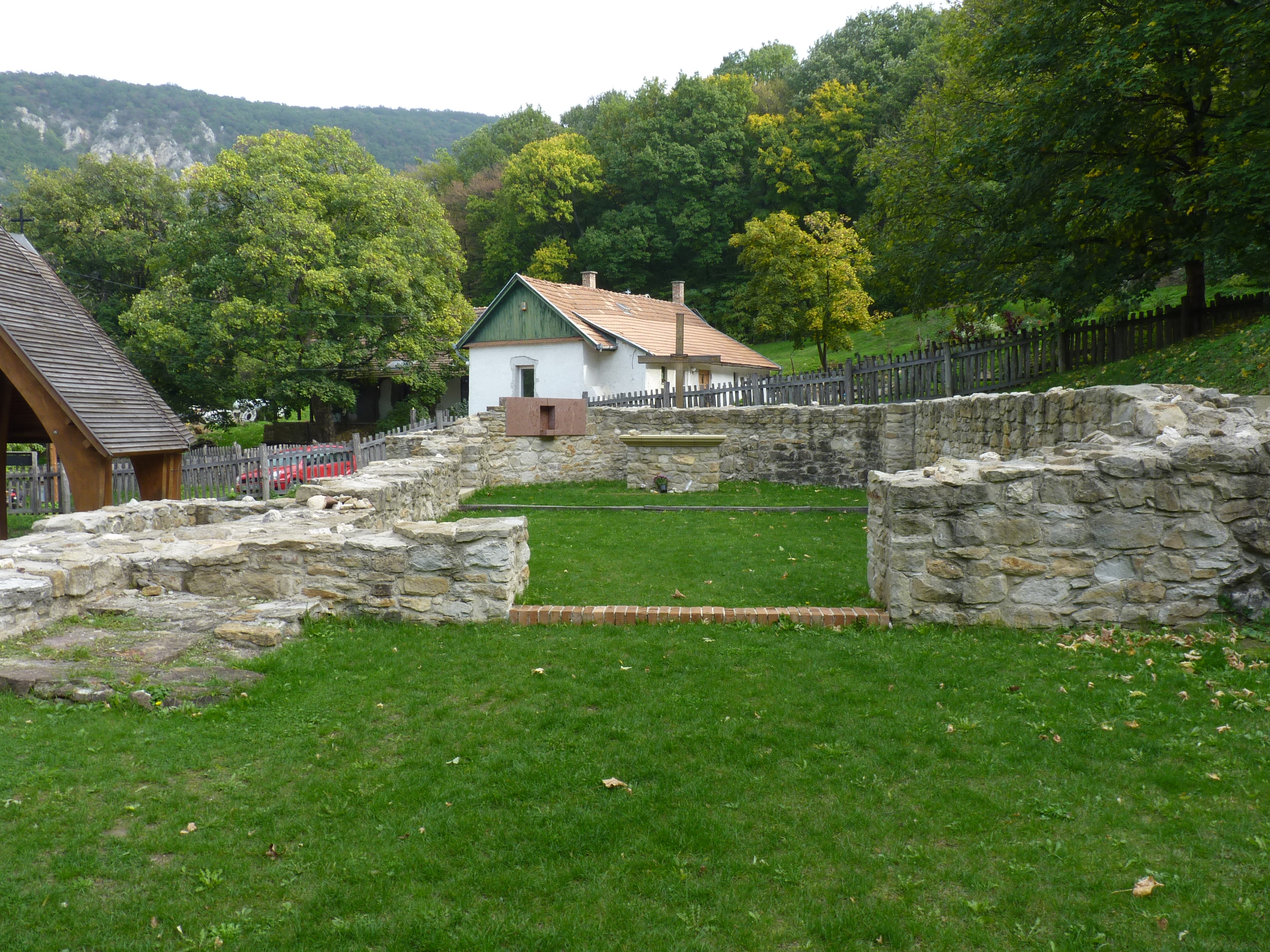
A pálos kolostor romjai Klastrompusztán

A 12-es számú Országos Kéktúra szakasz az Országos Kéktúra egyik szakasza a Pilisben, Dorogtól Piliscsabáig.

## Történelem
Az Országos Kéktúra eredeti, 1930-as években kijelölt útvonala Klastrompusztától a Pilis-nyergen keresztül csaknem egyenesen vezetett fel Dobogó-kőre. E mindössze 7 km-es szakasz helyett jelölték ki 1948 után azt a több mint 65 km hosszú kanyarulatot, amely bevezet a Budai-hegység szívébe, az akkor átadott Úttörővasút (ma Gyermekvasút) hűvösvölgyi végállomására. Ennek a betoldásnak a része a jelenlegi 12-es számú szakasz egy része, a Klastrompuszta – Piliscsaba közötti szakasz is.
Az Országos Kéktúra 2013-as nyomvonal-felülvizsgálata keretében a Sziklák alatti dűlő és Kesztölc között változott a nyomvonal, magánterület elkerítése miatt.

## Alszakaszok
| [ 1 ] | Szám      | Szakasz (pecsételőhely)                                                     | Táv     |
| ----- | --------- | --------------------------------------------------------------------------- | ------- |
|       | OKT-121   | Dorog – Sátor-kő – Nyársas – Kesztölc                                       | 4,5 km  |
|       | OKT-122   | Kesztölc – Kétágú-hegy – Sziklák alatti dűlő – Klastrompuszta               | 5,9 km  |
|       | OKT-123   | Klastrompuszta – Szent Péter-fa – Vad-föld – Pincék alatti dűlő – Piliscsév | 3,0 km  |
|       | OKT-124   | Piliscsév – Gyertyános – Piliscsaba                                         | 5,2 km  |
|       | Összesen: |                                                                             | 18,6 km |

## Érintett települések
A túraszakasz a következő települések közigazgatási területét érinti:
- Dorog
- Kesztölc
- Piliscsév
- Piliscsaba